# James J. Gibson
James Jerome Gibson (McConnelsville, 27 de janeiro de 1904 – Ithaca, 11 de dezembro de 1979) foi um psicólogo norte-americano considerado um dos mais importantes contribuintes para o campo da percepção visual. Gibson desafiou a ideia de que o sistema nervoso constrói ativamente a percepção visual consciente e, em vez disso, promoveu a psicologia ecológica, na qual a mente percebe diretamente os estímulos ambientais sem construção ou processamento cognitivo adicional. Uma revisão da psicologia geral, publicada em 2002, classificou-o como o 88º psicólogo mais citado do século XX, empatado com John Garcia, David Rumelhart, Louis Leon Thurstone, Margaret Floy Washburn e Robert S. Woodworth.